# Michal Klimeš
Michal Klimeš (* 14. Februar 1985) ist ein tschechischer Grasskiläufer. Er gewann fünf Medaillen bei Juniorenweltmeisterschaften und fuhr in Weltcuprennen bisher dreimal unter die besten zehn.

## Karriere
Erste große Erfolge feierte Klimeš bei der Juniorenweltmeisterschaft 2003 in Goldingen. Er gewann die Silbermedaille im Slalom und mit Platz zwölf im Super-G auch noch Bronze in der Kombination. Nachdem bei der Junioren-WM 2004 ein fünfter Platz im Super-G sein bestes Ergebnis war, gewann Klimeš bei der Juniorenweltmeisterschaft 2005 in Nové Město na Moravě wieder drei Medaillen. Er wurde Zweiter im Riesenslalom, Dritter im Slalom und mit Rang 14 im Super-G ebenfalls Dritter in der Kombination.
Im September 2003 nahm der Tscheche auch erstmals an einer Weltmeisterschaft in der Allgemeinen Klasse teil. Sein einziges Resultat war Platz 17 im Riesenslalom. Bei der Weltmeisterschaft 2005 in Dizin erreichte er jeweils Platz neun im Slalom und in der Kombination sowie Rang 21 im Super-G und Rang 26 im Riesenslalom. 2007 konnte er sich bei der Weltmeisterschaft in Olešnice v Orlických horách aber nur im hinteren Feld klassieren. Er wurde 39. im Riesenslalom, 41. in der Super-Kombination und 50. im Super-G. Bei der Weltmeisterschaft 2009 in Rettenbach konnte er sich etwas verbessern. Er belegte Platz 20 in der Super-Kombination, Rang 31 im Super-G und Rang 35 im Riesenslalom. Im Slalom kam er, wie auch schon vor zwei Jahren, nicht ins Ziel.
Seine besten Ergebnisse im Weltcup erreichte Klimeš in den Jahren 2005 und 2006. In der Saison 2005 kam er mit Platz zwölf im ersten Weltcupslalom von L’Aquila und mehreren Top-10-Ergebnissen in FIS-Rennen, darunter auch ein Sieg im Slalom von Marbachegg, punktegleich mit seinem Landsmann Jan Gardavský auf Platz 15 in der Gesamtwertung. In der Saison 2006 war sein bestes Weltcupergebnis der sechste Platz im Slalom von Sattel und mit weiteren drei Top-20-Resultaten sowie einigen Top-10-Ergebnissen in FIS-Rennen belegte er den 16. Gesamtrang. In den nächsten drei Jahren konnte er sich im Gesamtweltcup nur um Rang 30 platzieren, fuhr aber in Weltcuprennen zweimal unter die besten zehn. In der Saison 2010 blieb der Tscheche jedoch bei seinem einzigen Weltcupstart ohne Punkte. 2011 startete Klimeš bei keinen internationalen Wettkämpfen, nahm aber weiterhin an Rennen im Tschechien-Cup teil. 2012 bestritt er auch keine Rennen im Tschechien-Cup.
Seit 2001 nimmt Klimeš auch an Wettbewerben im Alpinen Skilauf teil. Dabei fuhr er in FIS-Rennen bisher dreimal unter die schnellsten 20.

## Erfolge

### Weltmeisterschaften
- Castione della Presolana 2003: 17. Riesenslalom
- Dizin 2005: 9. Slalom, 9. Kombination, 21. Super-G, 26. Riesenslalom
- Olešnice v Orlických horách 2007: 39. Riesenslalom, 41. Super-Kombination, 50. Super-G
- Rettenbach 2009: 20. Super-Kombination, 31. Super-G, 35. Riesenslalom

### Juniorenweltmeisterschaften
(Ergebnisse erst ab 2002 bekannt)
- Nové Město na Moravě 2002: 9. Kombination, 10. Slalom, 18. Super-G, 20. Riesenslalom
- Goldingen 2003: 2. Slalom, 3. Kombination, 12. Super-G
- Rettenbach 2004: 5. Super-G, 31. Riesenslalom
- Nové Město na Moravě 2005: 2. Riesenslalom, 3. Slalom, 3. Kombination, 14. Super-G

### Weltcup
- Drei Platzierungen unter den besten zehn